# Munnozia tenera
Munnozia tenera là một loài thực vật có hoa trong họ Cúc. Loài này được (Sch.Bip.) H.Rob. & Brettell mô tả khoa học đầu tiên năm 1974.